# Alice Sofa
Pour les articles homonymes, voir Sofa.
Alice Sofa est une chanteuse originaire de la Côte d'Ivoire. Elle a commencé la musique dès son jeune âge. Elle a obtenu le prix de la meilleure chanteuse au concours Vacances Cultures en 1983.

## Discographie détaillée
- Yalé[1], Album sorti en 1998 par Lusafrica

1. Yalé
2. Manou
3. Gnimlin
4. Voleur Volé
5. Awoulé
6. Mi Douman
7. Dounougman
8. Miyahé

- Vlagada[1], Album sorti en 2007 par Jober Entertainment

1. Vlagada
2. Le Seigneur nous parle
3. Vlagada (Remix)
4. Le Seigneur nous parle (Remix)

## Récompense
- 1983: Prix de la meilleure chanteuse au concours Vacances Cultures[2]